# Hagnodoros
Hagnodoros war ein attischer Bürger zur Zeit des Peloponnesischen Krieges und der Schwager des Tyrannen Kritias.
Hagnodoros stammte aus dem attischen Demos Amphitrope, der zur Phyle Antiochis gehörte und nordöstlich von Thrikos lag. Er war – wie der Rhetor Lysias in seiner Rede Gegen Agoratos berichtet – ein Schwager des Kritias, der in der Gruppe der „Dreißig Tyrannen“ in Athen 404–403 v. Chr. eine Führungsrolle innehatte. Da Kritias selbst wahrscheinlich Junggeselle blieb, deutet die Bezeichnung als „Schwager“ darauf hin, dass Hagnodoros mit einer Schwester des Kritias verheiratet gewesen war.
Als Hagnodoros 404 v. Chr. erfuhr, dass sein Gemeindegenosse Menestratos im Zusammenhang mit dem Vorgehen der oligarchischen Regierung gegen die demokratische Opposition 404 v. Chr. verhaftet wurde, bat er – wie Lysias berichtet – seinen Schwager Kritias darum, dass Menestratos verschont werde. Kritias nahm sich des Falles an und sorgte dafür, dass bei einer Volksversammlung im Theater von Munychia (in einem Stadtteil von Athen) ein entsprechender Volksbeschluss gefasst und Menestratos – wahrscheinlich unter der Bedingung, dass er alles preisgeben würde, was er wisse – freigelassen wurde. Nach seiner Freilassung erwies sich der verängstigte Menestratos als kooperativ und gab zahlreiche Namen zu Protokoll, woraufhin die von ihm denunzierten Bürger hingerichtet wurden.
Nach dem Sturz der oligarchischen Regierung (403 v. Chr.) wurde Menestratos wegen seiner Denunziationen angeklagt, verurteilt und vom Scharfrichter mit einem Knüttel zu Tode geprügelt.
Über das Schicksal des Hagnodoros sind keine weiteren Einzelheiten überliefert.